# Spacewalking with You
Spacewalking with You (яп. 君と宇宙を歩くために Кими то утю: о аруку тамэ ни, «Ради прогулки в космосе с тобой») — японская манга, написанная и проиллюстрированная Инухико Доронодой. Начала публиковаться в онлайн-сервисе «&Sofa» издательства «Коданся» в июне 2023 года.
В 2024 году манга получила первое место премии «Манга тайсё».

## Синопсис
Кобаяси — хулиган, который с трудом учится в школе, работает неполный день и чуть ли не становится преступником. Его жизнь начинает меняться после того, как он знакомится с Уно, эксцентричным студентом из другой страны.

## Публикация
Манга Spacewalking with You, написанная и проиллюстрированная Инухико Доронодой, публикуется на веб-сайте «&Sofa» с 26 июня 2023 года. К маю 2024 года главы сериала были объединены в два танкобона.
В 2024 году на выставке Anime Expo дочерняя компания издательства «Коданся» в США объявила, что получила лицензию для публикации манги на английском языке.

### Список томов
| № | Дата выпуска в Яонии | ISBN в Японии     |
| - | -------------------- | ----------------- |
| 1 | 22 ноября 2023 года  | 978-4-06-533487-4 |
| 2 | 22 мая 2024 года     | 978-4-06-535388-2 |

## Награды
В 2024 году манга Spacewalking with You получила первое место премии «Манга тайсё».

## Внешние ссылки
- Официальный сайт манги на Comic Days (яп.). Дата обращения: 29 августа 2024.
- Профиль манги на сайте Anime News Network (англ.). Дата обращения: 29 августа 2024.